# John Teller
John Teller (* 9. März 1983) ist ein US-amerikanischer Freestyle-Skier. Er ist auf die Disziplin Skicross spezialisiert.

## Biografie
Zu Beginn seiner Sportkarriere war Teller ein alpiner Skirennläufer. Ab Januar 1999 nahm er an FIS-Rennen teil, ab Februar 2002 am Nor-Am Cup. Abgesehen von drei Siegen in FIS-Rennen blieben nennenswerte Erfolge aus, weshalb er im April 2006 sein letztes Alpinrennen bestritt. Er übte weiter seinen Beruf als Automechaniker aus und fand Gefallen an der Freestyle-Disziplin Skicross.
Am 19. Januar 2009 debütierte Teller in Lake Placid im Freestyle-Weltcup, kam aber nicht über Platz 53 hinaus. Im weiteren Verlauf seiner Premierensaison gewann er keine Weltcuppunkte, ebenso wenig zu Beginn der Saison 2009/10. Sein erstes zählbares Ergebnis war ein 20. Platz am 24. Januar 2010 in Lake Placid. Der Durchbruch an die Weltspitze gelang Teller in der Saison 2010/11. Nachdem er am 19. Dezember 2010 in Innichen Dritter geworden war, siegte er drei Wochen später in St. Johann in Tirol. Ende Januar gewann er die Goldmedaille bei den X-Games in Aspen, Anfang Februar wurde er bei der Weltmeisterschaft 2011 Fünfter.
Im Winter 2011/12 fuhr Teller in Weltcuprennen zweimal auf den zweiten Platz. Nach einem verhaltenen Saisonstart konnte er am 15. Januar 2013 in Megève seinen zweiten Weltcupsieg feiern. Bei der Weltmeisterschaft 2013 in Voss gewann er die Bronzemedaille.

## Erfolge

### Olympische Spiele
- Sotschi 2014: 28. Skicross

### Weltmeisterschaften
- Deer Valley 2011: 5. Skicross
- Voss 2013: 3. Skicross

### Weltcup
- Saison 2010/11: 4. Skicross-Weltcup
- Saison 2012/13: 9. Skicross-Weltcup
- 6 Podestplätze, davon 3 Siege:

| Datum           | Ort                 | Land       |
| --------------- | ------------------- | ---------- |
| 7. Januar 2011  | St. Johann in Tirol | Österreich |
| 16. Januar 2013 | Megève              | Frankreich |
| 17. Januar 2014 | Val Thorens         | Frankreich |

### Weitere Erfolge
- Winter-X-Games 2011: 1. Skier X
- 1 Podestplatz im Nor-Am Cup
- 1 Sieg in FIS-Rennen